# Pirosi
La pirosi, també coneguda coma a coragre o cremor, és una sensació de cremor al tòrax central (pirosi retrosternal) o a l'abdomen central superior (pirosi epigàstrica). El malestar augmenta sovint al pit i pot irradiar-se fins al coll, la gola o l'angle de la mandíbula.
La pirosi es deu normalment a la regurgitació de l'àcid gàstric a l'esòfag (reflux gàstric) i és el símptoma principal de la malaltia per reflux gastroesofàgic (MRGE). En aproximadament el 0,6% dels casos és un símptoma de la malaltia de les artèries coronàries.